# CAMENA
CAMENA ist das Akronym von Corpus Automatum Multiplex Electorum Neolatinitatis Auctorum, eine Online-Bibliothek, die digitalisierte lateinische Texte der frühen Neuzeit bereitstellt. CAMENA wird vom Lehrstuhl für Neuere Deutsche Literatur am Germanistischen Seminar der Universität Heidelberg in Verbindung mit dem Wortschatz-Projekt TERMINI (früher am Lehrstuhl für Alte Geschichte und Wirkungsgeschichte der Antike am Historischen Institut der Universität Mannheim) als Projekt der DFG betrieben. Das Projekt wurde von Wilhelm Kühlmann initiiert. Die Titel sind nach Autoren oder Sachgruppen geordnet.

## Sachgruppen
- Vocabula & Nomina
- Poetica
- Fabulae; Symbola; Adagia; Exempla
- Grammatica; Rhetorica
- Historia; Geographia; Heraldica; Genealogia
- Vitae
- De Studiis; Historia litteraria
- Philosophia
- Mathematica; Physica; Mechanica; Magia
- Artes; Opificium; Commercium
- Historia naturalis; Agricultura
- Medicina; Pharmacopoeia
- Ius Canonicum; Ius Civile; Politica; Oeconomica
- Theologia

## Autoren
Autoren der digitalisierten Werke sind u. a. Christoph Besold (1577–1638), Johannes Caselius (1533–1613), Nathan Chyträus (1543–1598), Johannes Clüver (1593–1633), Jacques Dupuy (1591–1656), Johann Matthias Gesner (1691–1761), Johann Jakob Hofmann (1635–1706), Jan Jonston (1603–1675), Hadrianus Junius (1511–1575), Wolfgang Adam Lauterbach (1618–1678), Adam Lonitzer (1528–1586), Johann Peter Lotichius (1598–1669), Michael Pexenfelder (1613–1685), Heinrich Rantzau (1526–1599), Johannes Ravisius (1480–1524), Caspar Schott (1608–1666), Philipp Jacob Spener (1635–1705), Gerardus Joannes Vossius (1577–1649) und Henning Witte (1634–1696).